# Fujuzuki
Fujuzuki (japonsky 冬月) byl osmý torpédoborec třídy Akizuki japonského císařského námořnictva za druhé světové války. Byl dokončen v květnu 1944 jako osmá jednotka třídy Akizuki a následně se věnoval převážně doprovodu těžkých jednotek císařského námořnictva. Dne 12. října 1944 byl zasažen torpédem z ponorky USS Trepang a následně až do 20. listopadu opravován v Kure. V rámci operace Ten-gó doprovázel ve dnech 6. a 7. dubna 1945 bitevní loď Jamato na jejím sebevražedné cestě k Okinawě. Byl jedním ze čtyř torpédoborců, které jako jediní přežily následující letecké útoky Američanů, během kterých byla potopena Jamato a spolu s ní i dalších pět doprovodných plavidel. Fujuzuki byl během této operace pouze lehce poškozen. Dne 20. srpna byl těžce poškozen po najetí na minu a již nikdy nebyl opraven. Po japonské kapitulaci byl odstrojen a potopen jako vlnolam u Takamacu.

## Popis
Fujuzuki patřil k druhé sérii torpédoborců třídy Akizuki. Ta byla původně navržena jako třída protiletadlových doprovodných plavidel. Nakonec ale bylo rozhodnuto instalovat jeden čtyřhlavňový torpédomet typu 92 model 4 s celkovou zásobou osmi 610mm torpéd typu 93.
Hlavní hlavňovou výzbroj Fujuzuki – a hlavní identifikační znak třídy Akizuki – představovalo osm víceúčelových 100mm děl typu 98 s délkou hlavně 65 ráží ve čtyřech dvouhlavňových věžích. K jejich zaměřování sloužil jeden 4,5 metrový stereoskopický dálkoměr typu 94 nad můstkem.
Fujuzuki nesl po dokončení celkem pět 25mm trojčat: dvě na vyvýšené platformě před torpédometem, dvě na platformě za torpédometem a jedno mezi zadním stožárem a třetí dělovou věží (na místě bývalého druhého zaměřovače typu 94 u starších jednotek). Pravděpodobně někdy na přelomu let 1944 a 1945 došlo k instalaci dalších dvou 25mm trojčat na plošiny vedle můstku, neboť během operace Ten-gó byl jimi již Fujuzuki vybaven.
Fujuzuki nesl po dokončení metrový přehledový radar proti vzdušným i hladinovým cílům typu 21 Gó (s rozměrnou otočnou anténou modelu 7 o rozměrech 3,6 x 3 metry) na předním stěžni a metrový přehledový radar 13 Gó pro sledování vzdušných cílů na zadním stěžni. Radar 21 Gó byl někdy před dubnem 1945 nahrazen za centimetrový přehledový radar pro sledování vzdušných i hladinových cílům typu 22 Gó s anténou ve tvaru dvou trychtýřů a rovněž byl na přední stěžeň instalována druhá anténa radaru 13 Gó, jak dokládají fotografie.

## Služba
Fujuzuki byl dokončen 25. května 1944 a následně byl zařazen do výcvikové 11. suirai sentai (水雷戦隊 ~ eskadry torpédoborců) Rengó kantai.
Ve dnech 29. až 30. června 1944 podnikl plavbu z Jokosuky na Čičidžimu. Dne 15. července byl přiřazen ke 41. kučikutai (駆逐隊 ~ divize torpédoborců) u které pak strávil celou svoji kariéru. 41. kučikutai tehdy náležela k 10. suirai sentai 3. kantai (艦隊 ~ loďstvo). Ještě téhož dne Fujuzuki vyplul z Kure na další transportní misi, tentokrát k Okinawě, kam doplul 17. července.
Dne 29. července 1944 vyplul z Jokosuky jako doprovod letadlové lodě Zuihó. Spolu s ní poskytoval krytí konvoji č. 4804 mířícímu na Čičidžimu. Dne 1. srpna konvoj úspěšně doplul do cíle a Fujuzuki se vrátil do Kure, kam dorazil 4. srpna. Téhož dne byly ale zbytky konvoje, které zůstaly na Čičidžimě rozprášeny letadly a hladinovými plavidly americké TF 58.
Mezi 21. a 25. zářím 1944 se Fujuzuki podrobil nutným opravám v jokosuckých docích. Dne 11. října vyplul spolu se sesterským Šimocuki a lehkým křižníkem Ójodo z Jokosuky. Cestou do Haširadžimy byl svaz kolem 21:00 dne 12. října napaden ponorkou USS Trepang. Cílem šesti vystřelených torpéd měl být Ójodo. Všechna torpéda svůj cíl minula, ale jedno z nich zasáhlo Fujuzuki na přídi. Příď torpédoborce se zbortila a zásah poškodil i přední dělovou věž. Následující opravy probíhaly od 14. října do 20. listopadu v docích v Kure. Kvůli tomuto poškození a následným opravám Fujuzuki zmeškal bitvu u Leyte.

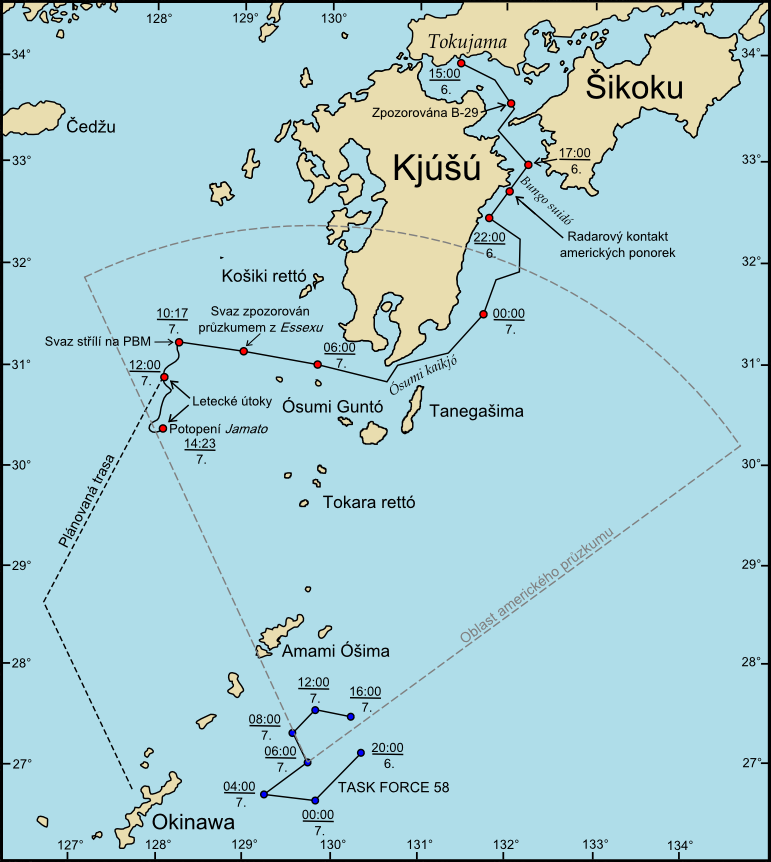
Trasa bitevní lodě Jamato a jejího doprovodu během operace Ten-gó

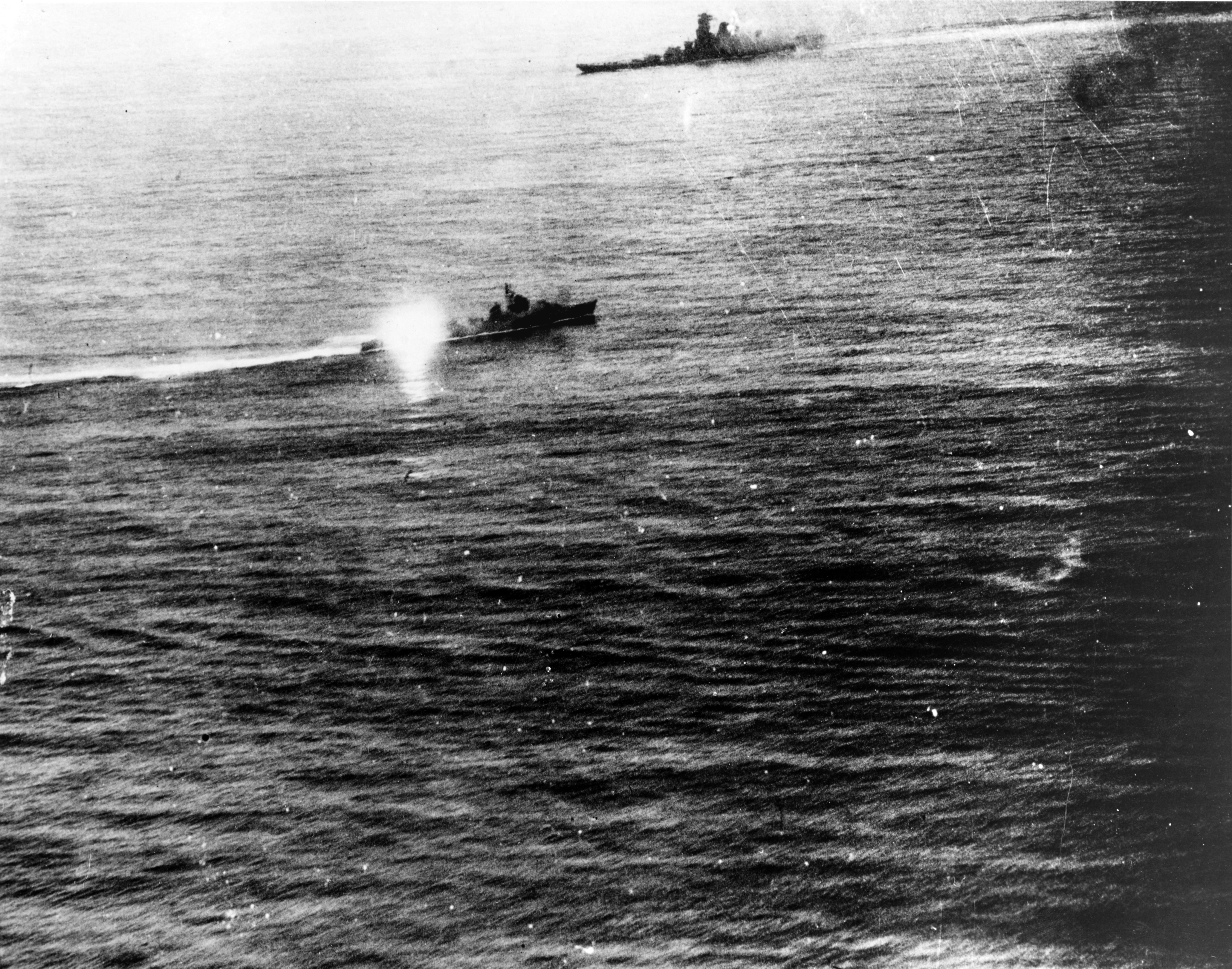
Torpédoborec třídy Akizuki (spolu s bitevní lodí Jamato) během operace Ten-gó zachycený americkým letounem v okamžiku výstřelu ze zadních 100mm děl. Operace Ten-gó se účastnily dva torpédoborce třídy Akizuki : Suzucuki a Fujuzuki, přičemž Nippon kaigun kantei šašinšú torpédoborec na fotografii identifikuje jako Fujuzuki.

Dne 23. listopadu 1944 doprovodil Fujuzuki spolu se sesterským Suzucuki letadlovou loď Džunjó z Kure do Saseba. Dne 25. listopadu vypluly oba torpédoborce ze Saseba, aby Džunjó doprovodily přes Mako (zastávka 27. listopadu) do Manily, kam dorazily 30. listopadu. Již následujícího dne vyplul trojčlenný svaz zpátky do Mako, kam dorazil 3. prosince. Dne 5. prosince se v Mako ke svazu přidala bitevní loď Haruna a následujícího dne celý svaz – doplněný navíc torpédoborcem Maki – vyplul zpět do Japonska. Po půlnoci na 9. prosince byl svaz napaden ponorkami USS Sea Devil, USS Plaice a USS Redfish, kterým se povedlo zasáhnout Džunjó třemi torpédy a Maki jedním. Obě zasažené lodě se ale udržely na hladině a ráno 10. prosince všechny lodě dopluly do Saseba. Následujícího dne Fujuzuki a Suzucuki eskortovaly Haruna ze Saseba do Kure, kam dorazily 12. prosince.
V následujících měsících prošel Fujuzuki údržbou a tréninkem ve Vnitřním moři. Dne 31. ledna 1945 najel u Óita na písečnou mělčinu. Lehké poškození bylo poté opraveno v Kure, kde byl v docích od 23. do 27. února.
S vyloděním Spojenců na Okinawě schválilo počátkem dubna 1945 císařské námořnictvo zoufalý pokus o likvidaci spojeneckých sil v okolí ostrova – operaci Ten-gó. Jako doprovod bitevní lodě Jamato na její sebevražedné misi se podílel i Fujuzuki. Svaz čúdžó (中将 ~ viceadmirál) Seiiči Itóa vyplul z Tokujamy odpoledne 6. dubna. Po poledni 7. dubna byl svaz napaden celkem 386 letadly z letadlových lodí americké TF 58. Kolem 12:47 byl Fujuzuki zasažen dvěma neřízenými raketami, které ale neexplodovaly. Fujuzuki byl jedním ze čtyř torpédoborců, které byly po skončení útoků plavbyschopné. Po střetnutí s letadly převzal Fujuzuki posádku torpédoborce Kasumi dvěma torpédy poslal imobilizovaný Kasumi ke dnu. Sám Fujuzuki byl pouze lehce poškozen raketami a postřelováním z palubních zbraní útočících letadel. Padlo 12 mužů posádky a dalších 12 bylo zraněno. Dne 8. dubna se Fujuzuki vrátil do Saseba, kde byl následně opraven.
Dne 1. června 1945 byla 41. kučikutai podřízena 31.  sentai (戦隊 ~ eskadra) Rengó kantai. Téhož dne připlul Fujuzuki do Modži (dnes část Kitakjúšú). Dne 20. srpna najel Fujuzuki v Modži na minu – pravděpodobně jednu z leteckých min svržených bombardéry B-29 Superfortress v rámci operace Starvation. Exploze miny poškodila záď a Fujuzuki již nebyl opraven. Pouze z něj byla sňata výzbroj a v takovém stavu se v Modži dočkal japonské kapitulace.
Dne 20. listopadu 1945 byl Fujuzuki vyškrtnut ze seznamu lodí japonského námořnictva a následně byl jeho trup použit jako vlnolam v Takamacu.